# Cestrum
Cestrum es un género que comprende 175 especies de plantas fanerógamas en la familia de las solanáceas, nativa de regiones cálidas a tropicales de América, desde el sudeste de EE. UU. (Florida, Texas; C. diurnum) al sur y centro de Chile (Región del Bío-Bío; C. parqui). Son arbustos de hasta 1-4 m de altura, mayormente siempreverdes, unas pocas caducifolias. Todas las partes de las plantas son tóxicas, causando severísima gastroenteritis si se ingieren.

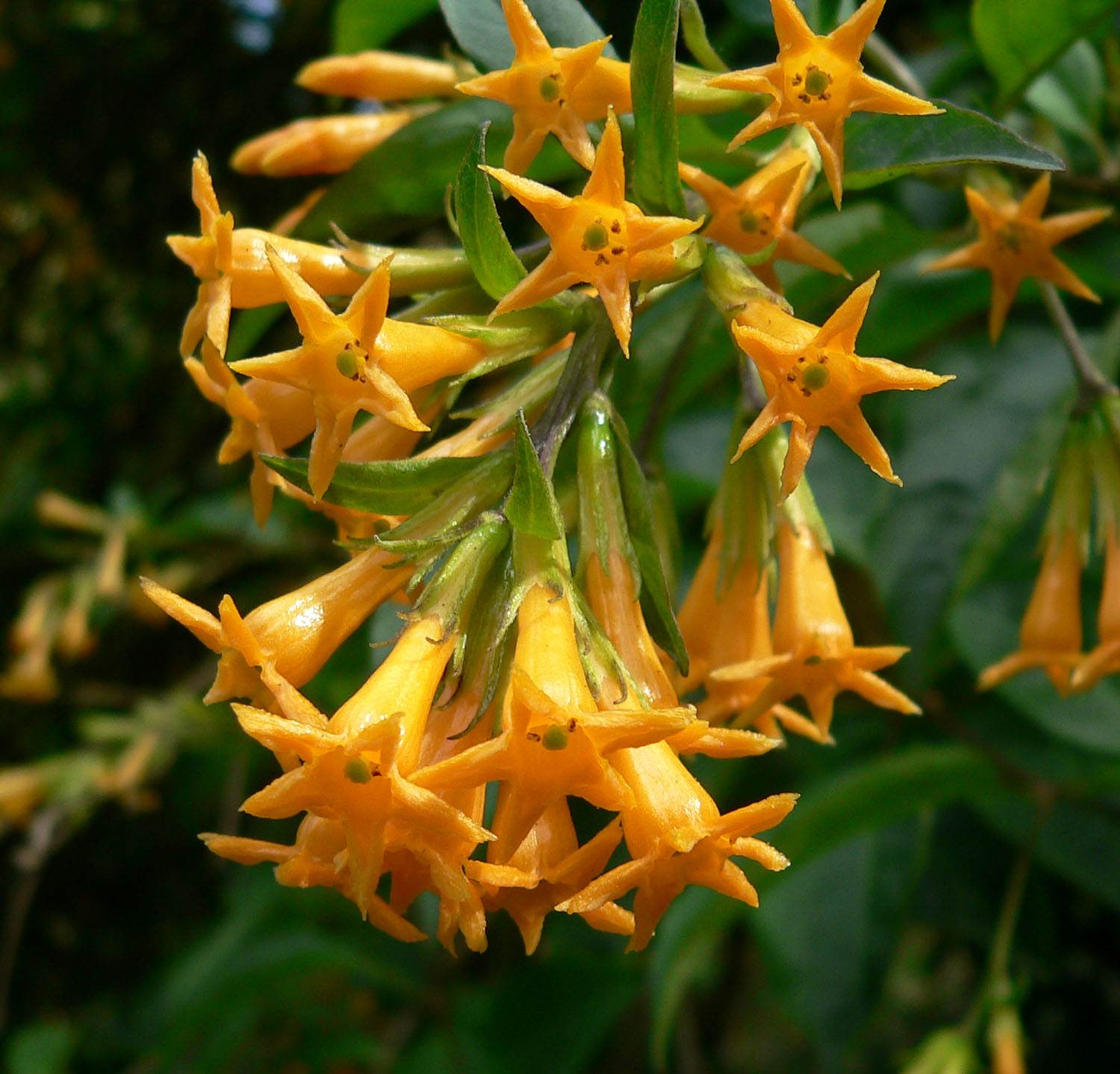
Cestrum aurantiacum.

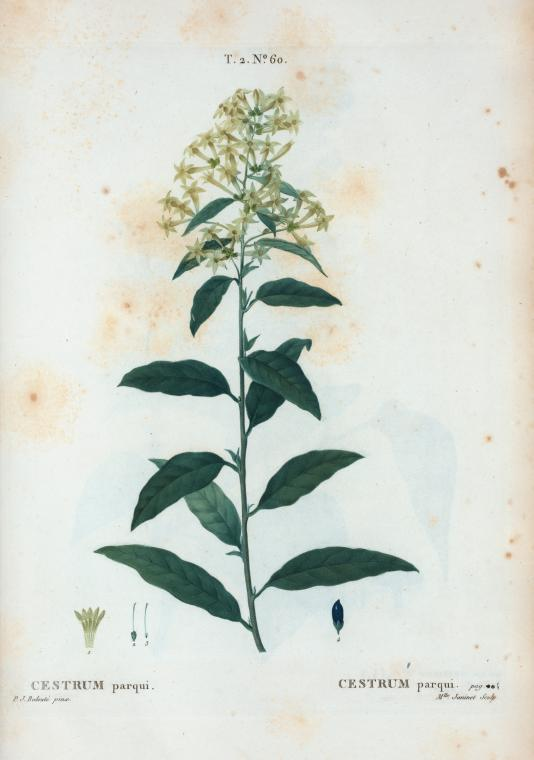
Cestrum parqui.

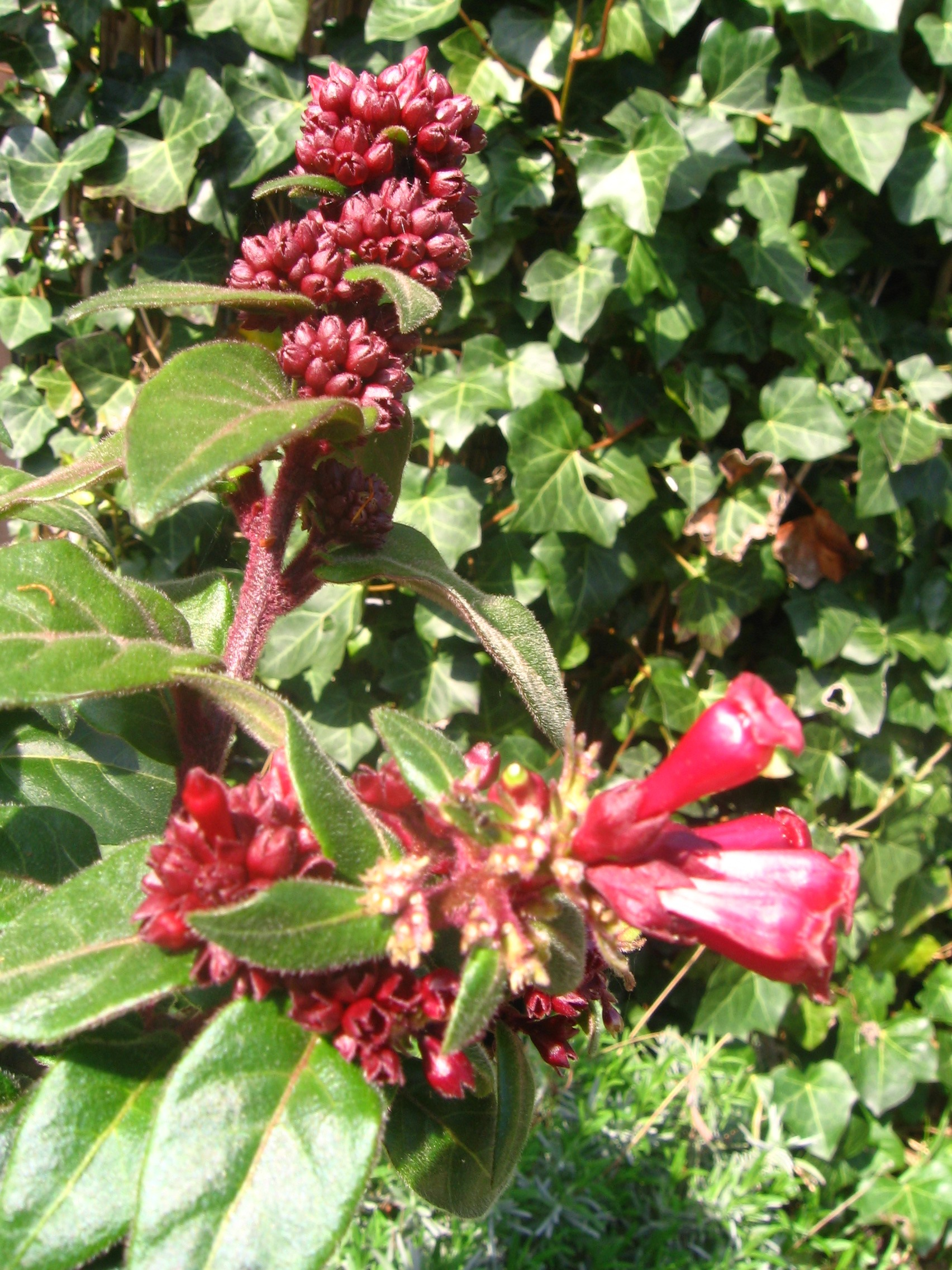
Cestrum fasciculatum

## Descripción
Son arbustos o raramente árboles pequeños o escandentes, inermes, pubescencia de tricomas simples o dendríticos. Hojas frecuentemente fétidas, mayormente solitarias con las hojas menores mayormente ausentes, simples, enteras; pecioladas. Inflorescencias paniculadas, racemosas o fasciculadas, apareciendo axilares o terminales, con (1)–muchas flores, pedúnculos a veces alargados y muy ramificados, las últimas divisiones a veces parecidas a pedicelos, pedicelos presentes u obsoletos, brácteas a veces foliosas pero mayormente escuamiformes y abrazando la flor, frecuentemente persistentes, flores frecuentemente con olor nocturno, subactinomorfas, 5-meras; cáliz cupuliforme a campanulado, a veces urceolado, lobos mayormente deltoides; corola tubular, lobos angostamente triangulares, patentes; filamentos iguales o subiguales, insertos a varios niveles dentro del tubo de la corola, a veces hinchados, dentados, o pubescentes cerca del punto de inserción, anteras inclusas, con dehiscencia longitudinal; ovario 2-locular, con varios a muchos óvulos, estilo inserto o ligeramente exerto. Baya frecuentemente ovoide o subglobosa, mayormente jugosa, blanca o negro-purpúreo obscura, cáliz rara vez acrescente; semillas 1–pocas, angulares.

### Cultivo y usos
Numerosas especies crecen como ornamentales por sus fragantes flores.
Algunas son especie invasora, notablemente C. parqui en Australia, donde causa serias pérdidas al ganado, quien come sus hojas (particularmente de ramas secas) desconocedores de su extrema toxicidad .

## Taxonomía
El género fue descrito por Carlos Linneo y publicado en Species Plantarum 1: 191. 1753. La especie tipo es: Cestrum nocturnum L.
Etimología
Cestrum: nombre genérico que deriva del griego kestron = "punto, picadura, buril", nombre utilizado por Dioscórides para algún miembro de la familia de la menta.

## Especies
Comprende 534 especies descritas y de estas, solo 246 aceptadas.
Especies selectas
- Cestrum ambatense Francey
- Cestrum aurantiacum Lindl.
- Cestrum auriculatum L'Hér.
- Cestrum bracteatum Link & Otto
- Cestrum buxifolium Kunth
- Cestrum chimborazinum Francey
- Cestrum corymbosum Schltdl.
- Cestrum daphnoides Griseb.
- Cestrum diurnum L.
- Cestrum ecuadorense Francey
- Cestrum elegans (Brongn. ex Neumann) Schltdl.
- Cestrum endlicheri Miers
- Cestrum fasciculatum (Schltdl.) Miers
- Cestrum fragile
- Cestrum glanduliferum
- Cestrum guatemalense
- Cestrum humboldtii Francey
- Cestrum laevigatum Schltdl.
- Cestrum lanuginosum Ruiz & Pav.
- Cestrum latifolium Lam.
- Cestrum laurifolium L'Hér.
- Cestrum meridanum Pittier
- Cestrum mutisii Roem. & Schult.
- Cestrum nocturnum L. – galán de noche
- Cestrum parqui L'Hér.
- Cestrum peruvianum Roem. & Schult.
- Cestrum petiolare Humboldt, Bonpland & Kunth
- Cestrum psittacinum Stapf
- Cestrum quitense Francey
- Cestrum roseum Humboldt, Bonpland & Kunth
- Cestrum salicifolium Jacq.
- Cestrum santanderianum Francey
- Cestrum schlechtendalhii
- Cestrum strigilatum Ruiz & Pav.
- Cestrum stuebelii Hieron.
- Cestrum tomentosum L.f.
- Cestrum undulatum Ruiz & Pav. - miu del Perú, yerba hedionda del Perú.[4]
- Cestrum validum Francey
- Cestrum viridifolium Francey